# Don Valley (circonscription britannique)
Pour les articles homonymes, voir Don Valley.

Localisation de la circonscription dans le Yorkshire du Sud

La circonscription de Don Valley  est une circonscription situé dans le Yorkshire du Sud et représenté dans la Chambre des communes du Parlement britannique.